# Karl Rabe von Pappenheim
Karl Julius Johann Rabe von Pappenheim (* 19. August 1847 auf Herrensitz Dürrerhof bei Eisenach; † 28. März 1918 in Kassel) war ein deutscher Rittergutsbesitzer und Abgeordneter.

## Leben
Karl Rabe von Pappenheim studierte nach dem Abitur an der Landesschule Pforta von 1866 bis 1868 an der Universität Jena. 1867 wurde er im Corps Franconia Jena recipiert. Nach dem Studium übernahm er das Familien-Rittergut in Liebenau (Hessen) bei Hofgeismar. Er war Kammerherr.
Rabe von Pappenheim war Vorsitzender des Hessischen Provinzialausschusses, von 1900 bis 1913 des Provinziallandtags der Provinz Hessen-Nassau und von 1899 bis 1917 des Kurhessischen Kommunallandtags. Von 1894 bis zu seinem Tod 1918 saß er als Abgeordneter des Wahlkreises Kassel 2 (Hofgeismar, Wolfhagen) im Preußischen Abgeordnetenhaus. Am 2. Mai 1894 verlor er sein Mandat durch Ungültigkeitserklärung, wurde aber direkt wiedergewählt. Er gehörte der Fraktion der Konservativen Partei an, zu deren führenden Mitgliedern er gezählt wurde.
Sein besonderes Interesse galt der Kulturpolitik, der Bibliothek im Fridericianum  und dem Neubau des Hessischen Landesmuseums in Kassel sowie den ritterschaftlichen Einrichtungen. 1912 wurde unter seinem Vorsitz die Kurhessische Gesellschaft für Kunst und Wissenschaft gegründet.
Verheiratet war Pappenheim seit 1872 mit Fides Gabriele von Herder (1852–1900), jüngste Tochter des Geologen, Rittergutsbesitzers und Politikers Wolfgang Freiherr von Herder (1810–1853).

## Auszeichnungen
- Roter Adlerorden, 2. Klasse mit Eichenlaub (1912)[4]